# OASIS (組織)

ロゴ

OASIS（Organization for the Advancement of Structured Information Standards、構造化情報標準促進協会）は、e-ビジネス標準の開発、統合および採用を推進する非営利国際コンソーシアム。有力なコンピュータと通信に関する標準化団体の1つ。

## 歴史
OASISは当初、主に研修活動を通じたSGMLの採用促進を目的としたSGMLツール業者の業界団体として1993年に「SGML Open」として結成された。一方、実体管理のためのCALS Table Model仕様や断片の交換や実態の管理についての仕様の更新を含む、いくらかの技術的な活動も続けられていた。
1998年、ハイテク産業のXMLへの移行に伴い、SGML Openは重心をSGMLからXMLに変え、XMLとあらゆる未来の構造化情報標準を包括できるよう、名前をOASIS Openに改めた。共同体の活動の焦点もまた、採用の促進（XMLがそれ自身多くの注目を得ていた）から技術仕様の開発へと移動した。2000年7月に、新しい専門委員会の活動は承認された。プロセスの採用とともに、専門委員会が作成・経営され、作業を進行する方法が常態となった。このプロセスが採用された時点では5つの専門委員会があり、2004年までに70近くになった。
1999年、OASISは、ビジネス標準を扱う国連の委員会であるUN/CEFACTから、電子ビジネスの新仕様を共同で開発するという提案を受けた。共同の発議はebXMLと呼ばれ、1999年11月の最初の会合から3年の間、開催された。ウィーンであった開催最後の会合では、残務を2つの組織の間で分割し、協調委員会を通じて作業の完成を調整することに、UN/CEFACTとOASISが同意した。2004年、OASISは完成したebXMLの仕様をISO TC154に提出し、ebXMLは「ISO15000」として承認された。
2007年現在OASISには、600以上の団体と個人会員を含め、世界100カ国から5,000人以上が参加している。主な参加団体は、BEAシステムズ・Electronic Data Systems・Primeton・IBM・SAP・サン・マイクロシステムズなどである。

## 仕様の標準化
OASISで検討されている仕様の対象分野は、Webサービスとサービス指向アーキテクチャ (SOA)、電子商取引、ドキュメントを扱うアプリケーション、XML処理などがある。

### OASIS標準
OASIS標準となった主な仕様は次のとおり。
- CMIS（Content Management Interoperability Services）
- Darwin Information Typing Architecture DITA
- DocBook
- ebXMLに関連する仕様群
- OpenDocument
- SPML（Service Provisioning Markup Language）
- Universal Business Language UBL
- Universal Description, Discovery and Integration UDDI
- WebCGM
- Web Services Distributed Management WSDMと関連する仕様群
- Web Services Resource Framework WSRF、Webサービス・リソース・フレームワーク
- Web Services Security WS-Security、Webサービスセキュリティ
- Key Management Interoperability Protocol 暗号鍵の管理に関する仕様

### そのほかの仕様
次の仕様も、過去にOASISで制定・検討された、または今後その見通しがある仕様である。
- Extensible Resource Identifier - XRI
- PKCS11
- RELAX NG - OASISで制定後、ISO/IECで規格化
- Security Assertion Markup Language
- User Interface Markup Language - UIML
- XRI Data Interchange - XDI
- Cyber Observable eXpression - CybOX